# جزایر آران
مجموعه جزایر آران بخشی از کشور ایرلند است و یکی از معروفترین جاذبه‌های گردشگری این کشور بشمار می‌رود.